# Upplands runinskrifter 529
Upplands runinskrifter 529, eller Sikahällen, är en runhäll belägen på ett berghäll i Sika, Frötuna socken, söder om Norrtälje i Norrtälje kommun, Uppland. 
Runinskriften som torde vara från 1100-talets första hälft består av en inramad, kvadratisk bild med runliknande tecken i det yttre ramverket. Bildens motiv har tolkats föreställa en korskrönt kyrka med präst vid altaret och församlingsbor som deltar i en gudstjänst, medan ramens tecken tolkats sakna en språklig betydelse och eventuellt kan vara utfyllnad. Inskriften är alltså en så kallad nonsensinskrift.